# Moreiras (Boborás)
Moreiras (llamada oficialmente Santa Mariña de Moreiras) es una parroquia y un lugar español del municipio de Boborás, en la provincia de Orense, Galicia.

## Toponimia
La parroquia también es conocida por el nombre de Santa Marina de Moreiras.

## Geografía humana

### Organización territorial
La parroquia está formada por cinco entidades de población, constando cuatro de ellas en el nomenclátor del Instituto Nacional de Estadística español:
- Fonte Moreiras
- Gabián
- Moreiras
- Vecoña (Vecoña de Abaixo)
- Vecoña de Arriba

### Demografía
| Gráfica de evolución demográfica de Moreiras entre 1842 y 1920 |
| |
| Población de derecho según los censos de población del INE Población de hecho según los censos de población del INEEntre el censo de 1930 y el anterior, este municipio desaparece porque se integra en el municipio 32032 (Ginzo de Limia) |

### Parroquia
| Gráfica de evolución demográfica de Moreiras (parroquia) entre 2000 y 2022 |
|                                                                            |
| Datos según el nomenclátor publicado por el INE.                           |

### Lugar
| Gráfica de evolución demográfica de Moreiras (lugar) entre 2000 y 2022 |
|                                                                        |
| Datos según el nomenclátor publicado por el INE.                       |